# Ranunculus trichocarpus
Ranunculus trichocarpus är en ranunkelväxtart som beskrevs av Pierre Edmond Boissier och Kotschy. Ranunculus trichocarpus ingår i släktet ranunkler, och familjen ranunkelväxter. Inga underarter finns listade i Catalogue of Life.